# Anglars-Juillac
Anglars-Juillac is een gemeente in het Franse departement Lot (regio Occitanie) en telt 342 inwoners (2004). De plaats maakt deel uit van het arrondissement Cahors.

## Geografie
De oppervlakte van Anglars-Juillac bedraagt 5,5 km², de bevolkingsdichtheid is 62,2 inwoners per km².
De onderstaande kaart toont de ligging van Anglars-Juillac met de belangrijkste infrastructuur en aangrenzende gemeenten.

## Demografie
Onderstaande figuur toont het verloop van het inwonertal (bron: INSEE-tellingen).

## Galerij

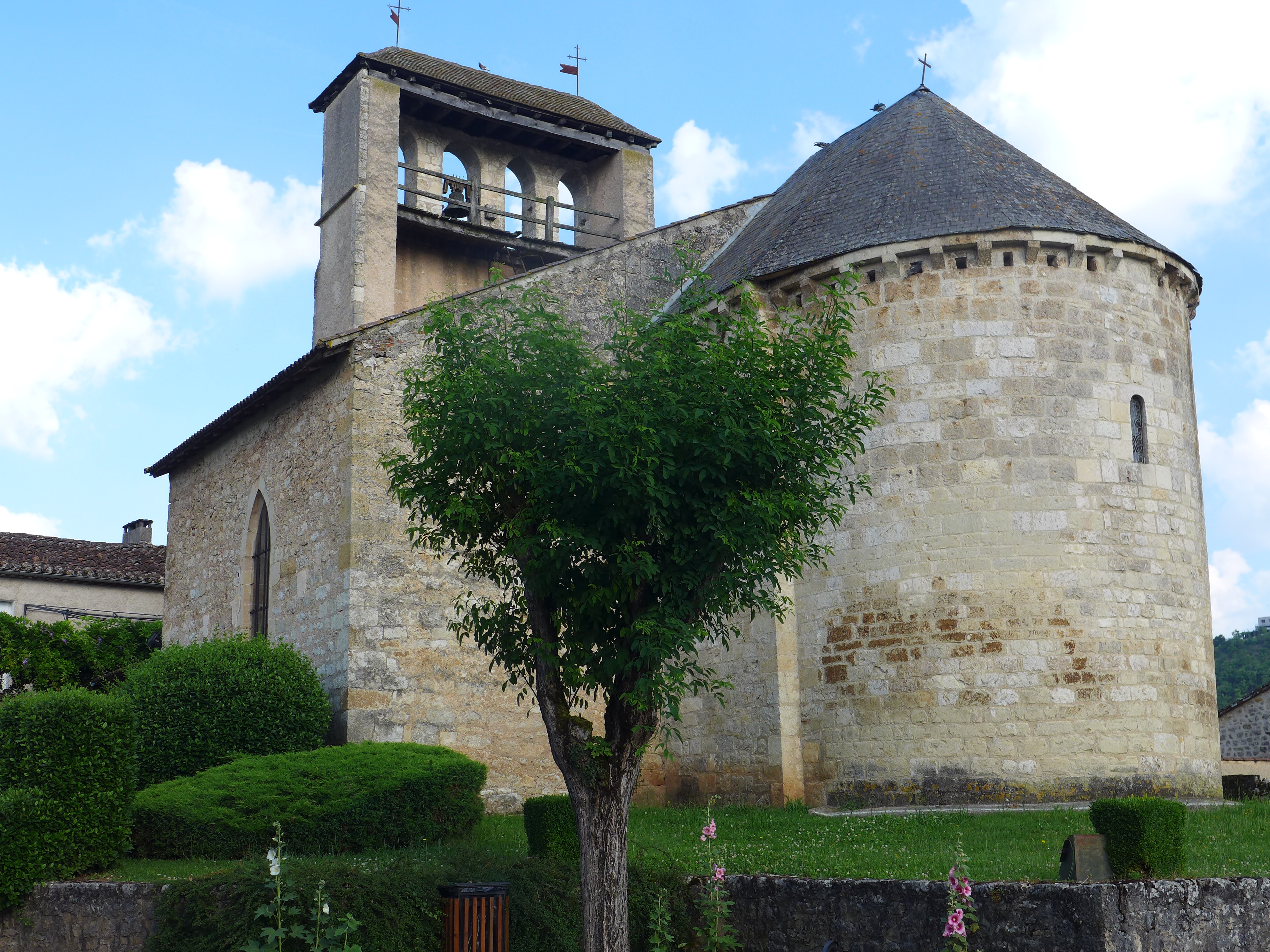
Kerk Saint-Laurent
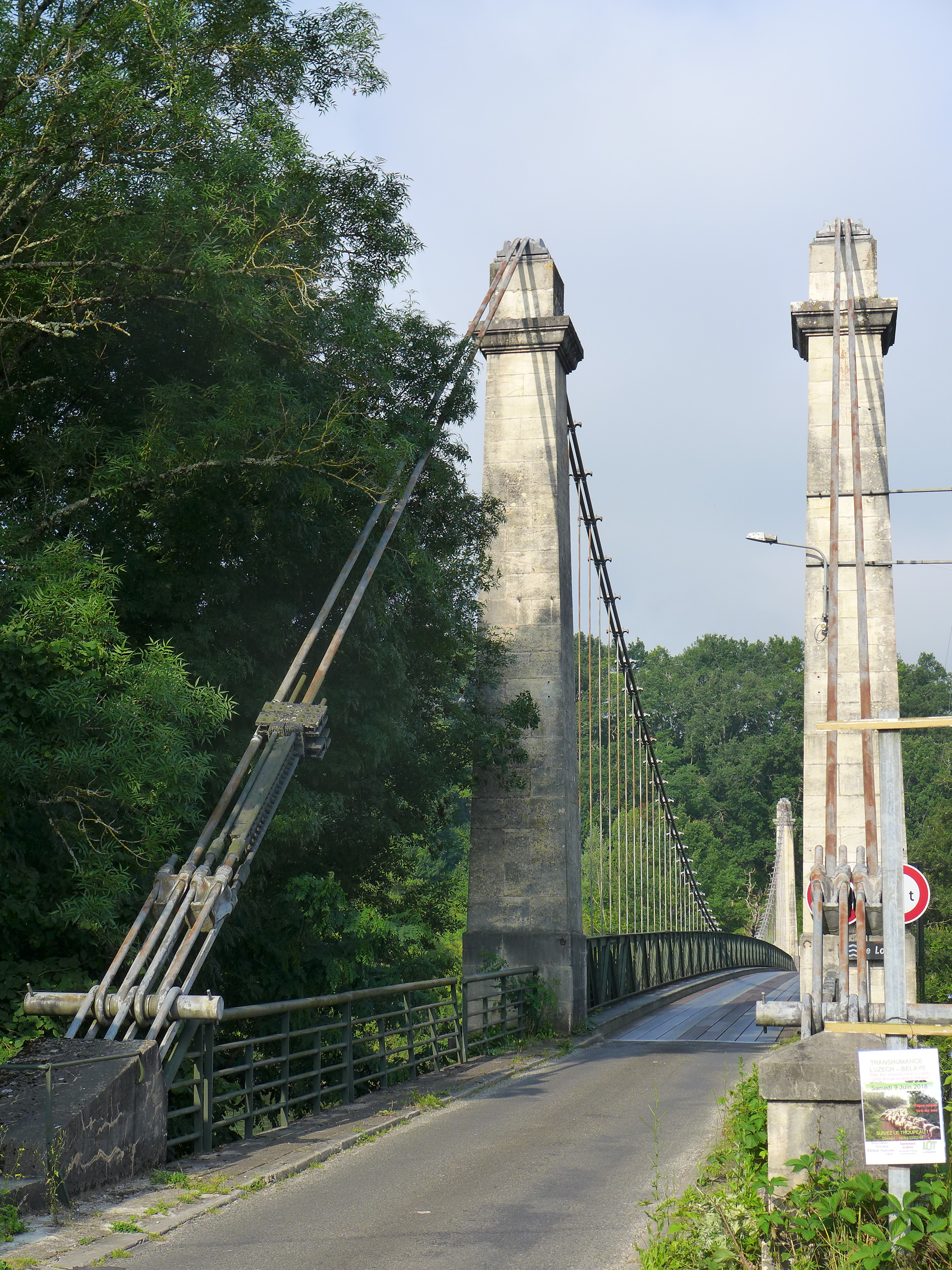
Brug over de Lot
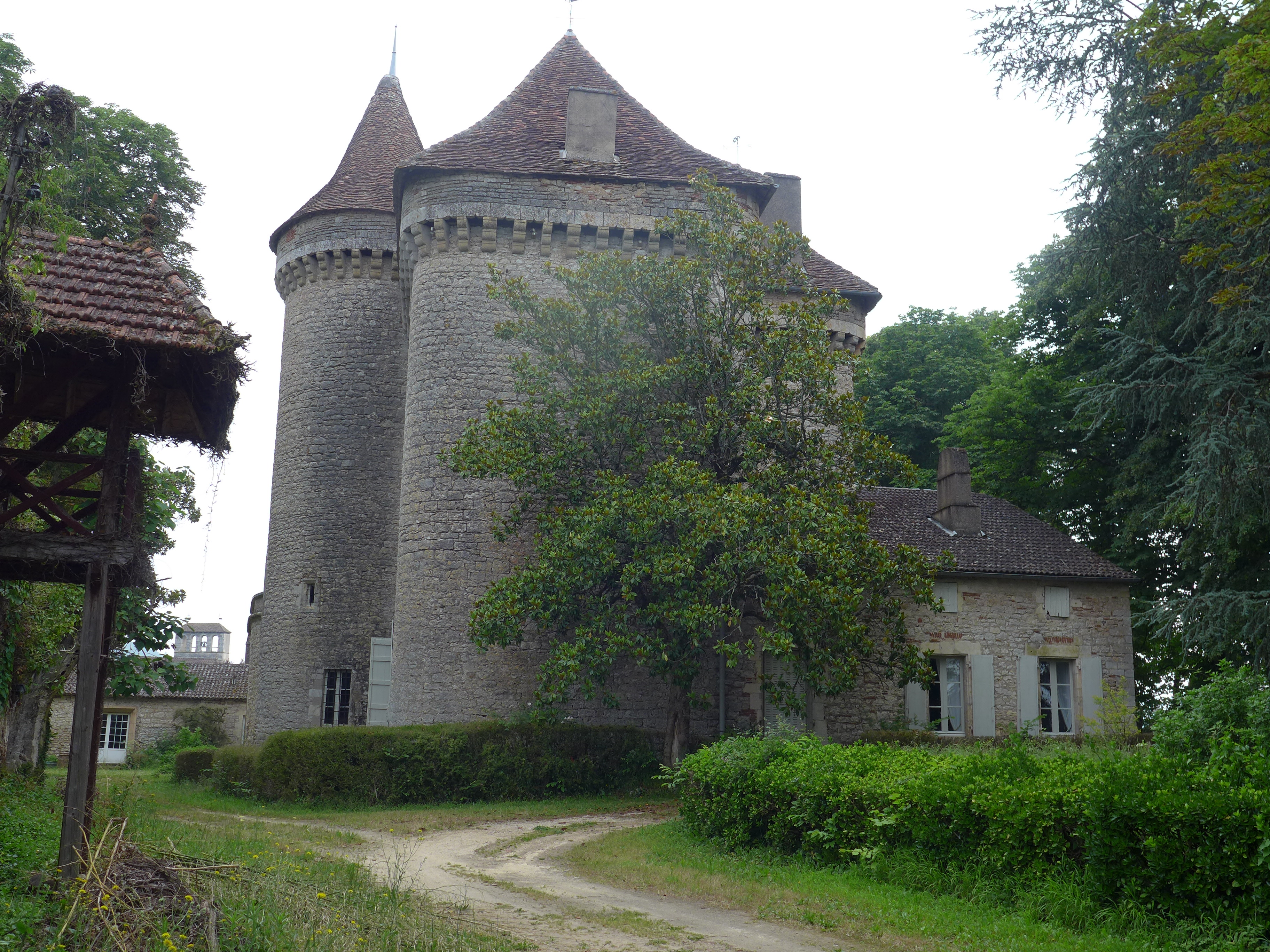
Kasteel van Anglars